# Lothar Blanvalet

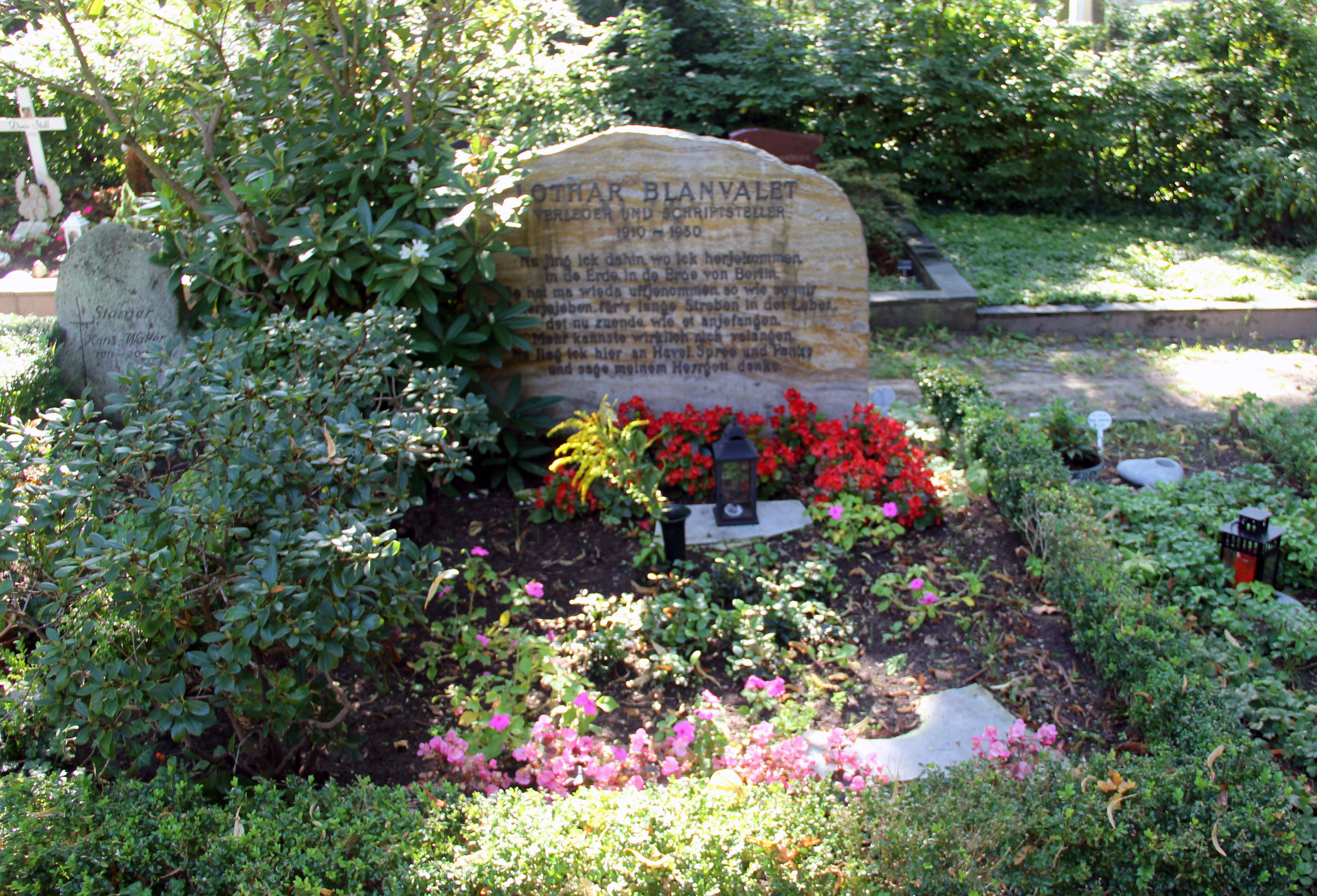
Grabstätte, Friedenstraße 8–10, in Berlin-Wannsee

Lothar Blanvalet (* 12. August 1910 in Berlin; † 17. Januar 1979 ebenda; Pseudonym: Heino Willberg) war ein deutscher Verleger. 1935 gründete er den Blanvalet Verlag.

## Leben
Blanvalet stammte aus einer Hugenotten-Familie, die seit dem 17. Jahrhundert in Berlin lebte. Er wollte Schauspieler werden und wirkte als Jugendlicher an der Inszenierung einiger Stücke mit. Auf Wunsch seiner Familie trat er stattdessen eine Lehrstelle in einem Berliner Verlag an. 1935 gründete er den nach ihm benannten „Buchwarte-Verlag Lothar Blanvalet“ mit Sitz in Berlin. Zu den ersten Werken, die Blanvalet verlegte, zählten Titel zum Thema Fußball.
Kommerziellen Erfolg verzeichnete Blanvalet in den 1950er Jahren mit der Romanreihe „Angélique“. 1974 verkaufte Blanvalet sein Unternehmen aus Altersgründen an die Verlagsgruppe Bertelsmann, um die „Fortführung seines verlegerischen Lebenswerks“ sicherzustellen. Blanvalet war auch immer wieder politisch aktiv. So organisierte er 1948 eine antikommunistische Demonstration in Berlin und veröffentlichte kritische Flugschriften anlässlich der Berlin-Blockade.